# Informationseinheit (UML)
Informationseinheit (engl. InformationItem) ist ein Modellelement in der Unified Modeling Language (UML), einer Modellierungssprache für Software und andere Systeme. Sie beschreibt sehr allgemein ein Stück Information, das zwischen Elementen des modellierten Systems ausgetauscht werden kann.
Informationseinheiten werden eingesetzt, wenn der strukturierte Austausch von Informationen zwischen Elementen eines Systems modelliert werden soll, ohne dass das Modell bereits die Struktur- und Repräsentationsdetails der Information festlegt.
Informationseinheit ist eng verwandt mit Klasse, denn beide sind Spezialisierungen des Modellelements Classifier. Die Modellierungseigenschaften der Informationseinheit sind jedoch stark eingeschränkt. Im Gegensatz zu Klassen haben Informationseinheiten keine Attribute oder Methoden, nehmen nicht an Generalisierungsbeziehungen teil, können nicht Endpunkte von Assoziationen sein und dürfen nicht instantiiert werden.

## Notation

Zwei Notationsarten für eine Informationseinheit Reisedokument

Die Abbildung links zeigt zwei mögliche Notationen für eine Informationseinheit. Sie wird entweder mit dem Schlüsselwort «information» oder mit einem kleinen schwarz ausgefüllten, nach rechts weisenden Pfeil markiert.

## Unterschiede zur UML 1.x
Informationseinheit wurde in der Version 2.0 der UML neu eingeführt.